# عزلة زريقة اليمن (لحج)
عزلة زَرَّيْقَة اليمن هي إحدى عزل مديرية المقاطرة في محافظة لحج اليمنية ويبلغ تعداد سكانها 5976 نسمة حسب التعداد السكاني في اليمن لعام 2004.

## التسمية
تتضارب الحكايات القديمة حول تسمية الزريقة بهذا الاسم، فرواية تقول أنَّ زرقاء اليمامة عاشت في قلعة جبل منيف أو مايسمى في بعض الكتب حصن قور
وكانت تتمتع بقوة نظر خارق حيث تستطيع تميز اقتراب العدو من مسافة عشرات الأميال حيث ينسب أحفادها إليها. وهناك رواية تقول أنَّ أبناء الزَّرَّيْقَة ينسبون إلى جدهم زريق بن إقيان الذي عاش في أرض الزَّرَّيْقَة حالياً.

## الموقع
تقع زَرَّيْقَة اليمن في المنطقة الواقعة في السلسلة الجبلية الممتدة من جنوب قرى المقاطرة وحتى شمال مديرية المضاربة والعارة. يحدها من الشمال قرى المصعد والصحى ومن الجنوب الهجرة والرجمة التابعة للمضاربة والعارة ومن الشرق جبل ذنوبة التابع لعزلة الحَمَّيْدَة وعزلة حجير العبادلة من الشرق والنَّجَّيْشَة من الشمال الشرقي ومن الغرب زَرَّيْقَة الشام.

## قرى زَرَّيْقَة اليمن
زَرَّيْقَة اليمن تتكون من عدة قرى وأكبرها قرية الحَجَاج التي تقع في أقصى الجنوب فإذا اتجهت شمالاً بطول الوادي فستجد القرى التالية (الجُلَحْيَة- النًَّجَلَة- اممرية (اوالنمرية)ـ الّزنح والـّدبجة والمخبور وحجيراليمن  والمعمرية والقرفص والكعبوبة والقحارة واقحمو والسفدة وحبيل الشرق ودخل الشرق وإذا اتجهت من الشرق غرباً ستجد قرى الشرق -المزاهد- الشرق الاعلى- ُسوه- عَجزان ـ النبةـ الشِعب ـ السَّحةـ وجنوب غرب هذه القرى ستجد قرية حَنُّو والتي تعد أكبر القرى من حيث المساحة لكنها مقسمة إلى أربعة اقسام  (1 حنو الاعلى) وتشمل القرماد ـ النبق ـ المنيود ـ النهان ـ تماقرة وغيرها. و (2حنو الاسفل وتشمل برح الكوري ـ. معينة ـ حبيل العثمن ـ وصيفان. وغيرها من التجمعات الصغيرة)  أما القسم الثالث فهو (قحفة حنو)  والقسم الرابع منطقة هجيو والمسيار. فإن واصلت السير من قرية الشرق شمالا فستجد قرى القفيزـ قعرور ـ ُحمَرة ـ مُسيحة ـ سوق الثلوث ـ زوان ـ المبرك السمين العموق ـ وطيهاـ ِحزاز البرح ـ الحِيار
أما عدد السكان والمساكن كما هو موضح حسب الدليل الشامل
```
السكان ذكور. اناث الاسر المساكن
```

الشرق 672. 374 298 104 109 
حجير اليمن 87.74 220 246 466
النمريه 103 98 251 320 571
الجلحيه 39 37 160 147 307
الحجاج 96 96 357 395 752
حنو 120 116 397 452 849
سوة 72 59 181 225 406
حزار 48 41 97 165 262
وطيها 72 70 191 257 448
قعرور 62 56 136 157 293
البرح 132 115 244 368 612
العموق 55 51 151 187 338
السحة. 301 151 149 69 64
النبة 249. 129. 120. 41. 44
الإجمالي995 1027 2952 3473.9620.

## التضاريس والمناخ
تتميز بمرتفعاتها الجبلية في أطرافها الشمالية وتنخفض كلم اتجهت جنوباً، وأشهرها (جبل راشدو وجبال حنو الأعلى وجبال سوه وعجزان وزوان وضريبو وجبل صدان، وتخليها أودية تلتقي معاً في وادي أديم باستثناء وادي حنو الذي تمر سيوله عبر (امقهنان). أما الهضاب فتتركز في الجزء الجنوبي مثل هضبة حنو وهضبة الكُرب، وتنتهي هذه الهضاب بالسهول خاصة في الجنوب مثل الحجاج والجلحية والنمرية.
أما الأودية فهما واديين فقط، وادي أديم ووادي حنو والتي تصب في صحراء الهجرة والرجمة التابعة لمديرية المضاربة والعارة ومنها إلى خليج عدن.

## الزراعة
في فصلي الصيف والخَريف يُزْرَع:
الحبوب: (غَرِب، سُنيسِل، ذرة بلدي، عرْجَلَة، الدُّخْن، الجُلْجُل (السمسم)، الدُّجْر.
الفواكه: كالنخيل والمانجو والباباي (العمبة الفلفل) والجوافة والموز.
الخضروات: كالكراث والبَقْل (الفِجْل) والبسباس (الفلفل الحار) والطماطم.
في فصل الشِّتاء يُزْرَع:
الذرة الشامية 
أما التنُّوع النباتي ‘ فالاشجار الطبيعة التي لا يتدخل الإنسان في زراعتها. فهناك اشجار كبيرة ومعمَّرة وهي بحسب اللهجة المحلية (الأثب اوالإثآب - السُّقَم ـ السِدر الآراك ـ الظّبِرـ الأثل ـ. النيد ـ الخصال ـ الضَّرُوب ـ القَرَض ـ العِلْيَب ـ الظُّلام ـ السنسب ـ الخَدش ـ الحَرَز ـ القَتاد ـالضُّبة ـ الكلهام ـ والرنف ـ والعدَن وغيرها
أما الأشجار التي يزرعها الإنسان للاستفادة منها كعلف للماشية كالمُرَيْمِر، والديمان، وعَسَق الساحل. 
ومن حيث الاشجار المتوسطة التي تنمو في الجبال والشعاب والهضاب فهي متوفزة بشكل كبير وتسمى باسماء محلية مثل (الَّرشم ـ الرُّشام ـ البٌرطم ـ النٍهفَ ـ الوَرَف ـ السم ـ النبع ـ القصف ـ الهطياط ـ القيلي ـ. الخمار ـ السري ـ الرهظ ـ العوسج ـ القثب ـ....الخ)
اما النباتات الصغيرة فهي تغطي مساحات كبيرة خاصة في المواسم كـ (القصار ـ الشُقيرة ـ عبّاد الشمس ـ الشُخز ـ القرمل ـ السنف ـ الخَوعة ـ الشّربة ـ الحلص ـ الحلقة ـ اللواء ـ الدهان ـ. الصبر (العبلي) المدان ـ الشُميزة المرة ـ. الخُبية ـ الفطنة ـ المعويد ـ العـِشرق ـ القُنص ـ العِنشط ـ الحزاز ـ ومعظم هذه التباتات يستخدم في طب الاعشاب. 
المواشي والدواجن
 كغيرها من المناطق.‘ عزلة زريقة اليمن تهتم بتربية المواشي للاستفادة منها. فأبناء هذه المناطق يهتمون بتربية. الأغنام ـ الماعز (الكَسب باللهجة المحلية) ـ الابقار ـ الإبل ـوالدجاج ـ الحمام ـ ونادراً الأرانب ـ)
الحيوانات البرية والزواحف

الحيوانات البرية المتواجدة في جغرافية زريقة اليمن ولو بشكل نادر سيتم سردها بحسب كثرة تواجدها
(القرود ـ الاوبار ـ الثعالب ـ الارانب البرية ـ الوشق أو ما يسمى ب (التفة) واكل العسل (الٌعُُكُش) وهناك حيوانات تكاد تكون منقرضة كا النمور والضباع والذئاب..
 اما الزواحف والقوارض  فيوجد الافاعي بانواع كثيرة ـ السلحفاة ـ السحالي الزرقاء ـ السحالي الصغيرة ـ الفئران ـ الجرذان ـالضبء. والحرباوات والسحالي الكبيرة (اخنان باللهجة المحلية)وغيرها.
 المجتمع
المجتمع في زريقة اليمن مجتمع بسيط  ويحكمه شيخ القرية حسب الشريعة الإسلامية والعرف القبلي.  حيث لكل قرية  أو مجموعة قرى شيخ قبلي يفصل في النزاعات وهناك شيخ عام للمشائخ يسمى شيخ مشائخ زريقة اليمن.  بالإضافة إلى امين شرعي يحرر العقود والمكاتبات الاجتماعية كأمورالزواج والبيع والشراء وغيرها من المعاملات.

## التعليم
يشكل الأميون نصف سكان المنطقة أغلبهم من الإناث لكن من في الفترة الأخيرة تقلصت نسبة الأمية إلى أقل من النصف وذلك يعود إلى تشجيع الفتاة على التعليم من قبل المنظمات الدولية.
أما من حيث التعليم الجامعي فقلة من يواصلون تعليمهم الجامعي لا تتجاوز نسبتهم 7% من نسبة الخريجين من الثانوية كل عام والسبب يرجع لعدم وجود الدعم المادي ولحاجة أسرهم لهم في إعالتهم.

## الرياضة
عرفت الرياضة (كرة القدم) زريقة اليمن في نهاية السبعينات عبر الكابتن الراحل سلطان ثابت الحجاج الزريقي حينما عاد من جنوب اليمن 1978.
وبعدها تطورت الرياضة وانتشرت الفرق الشعبية 
وأبرزها اهلي غيل اليمن وفريق الحجاج وفريق شباب النبة.وشباب الدرة.
وأما من حيث الرياضيين الذين لعبوا لأندية في الدوري اليمني
الأشقاء الاربعة عزيز ومحمد واحمد وصلاح الزريقي الذين لعبوا لشعب صنعاء بالإضافة إلى حافظ الهتاري.لعب في شعب صنعاء. ومحمد عبده النبة الزريقي الذي لعب لشباب الجيل في الحديدة.

## روابط خارجية
- الجهاز المركزي للإحصاء بالجمهورية اليمنية
- المركز الوطني للمعلومات باليمن نسخة محفوظة 10 أبريل 2015 على موقع واي باك مشين.
- World Gazetteer:Yemen
- الدليل الشامل